# Quận Wyoming, Pennsylvania
Quận Wyoming là một quận trong tiểu bang Pennsylvania, Hoa Kỳ. Quận lỵ đóng ở Tunkhannock6. Theo điều tra dân số năm 2000 của Cục điều tra dân số Hoa Kỳ, quận có dân số 28080 người.2

## Địa lý
Theo Cục điều tra dân số Hoa Kỳ, quận có diện tích 1048 km², trong đó có 20 km2 là diện tích mặt nước.

### Các quận giáp ranh
- Quận Susquehanna (bắc)
- Quận Lackawanna (đông)
- Quận Luzerne (nam)
- Sullivan (tây)
- Bradford (tây bắc)